# Terminator: Resistance
Terminator: Resistance est un jeu vidéo de tir à la première personne développé par Teyon (en), sorti en 2019.

## Synopsis
Le joueur incarne le sergent Jacob Rivers, un soldat de la Résistance qui se bat contre Skynet et ses machines. Après avoir survécu à l'anéantissement de la division Pacifique avec l'aide d'un inconnu, il s'associe avec un groupe de survivants pour retrouver une autre unité de la Résistance, la division Sud du commandant Jessica Baron. De là, il deviendra un élément essentiel pour rassembler les éléments qui permettront à l'humanité de détruire Skynet.

## Système de jeu
Plusieurs missions principales et secondaires permettent de progresser dans le jeu durant lequel le joueur peut choisir un affrontement direct ou tenter une infiltration.
Durant les missions, le joueur acquiert plusieurs compétences qui sont nécessaires afin de détruire les défenses de Skynet et ainsi mettre un terme à la guerre. Le jeu propose plusieurs fins tandis qu'aider les membres de la Résistance aide à déterminer l'issue de l'histoire.

## Développement
Terminator: Resistance est annoncé le 19 septembre pour une sortie prévue le 15 novembre 2019 en Europe et dès le 3 décembre 2019 en Amérique du Nord.